# Lääne-Virumaa
Lääne-Virumaa (észtül: Lääne-Viru maakond) vagy Lääne-Viru megye Észtország 15 megyéjének az egyike. Az ország északi részén helyezkedik el, északon határos a Finn-öböllel, keletről Ida-Virumaa, délről Jõgevamaa, nyugatról pedig Järvamaa és Harjumaa megyék határolják.

## Történelme
Az ókorban Lääne-Virumaa volt a székhelye a vironok törzsének, akik a középkorban beolvadtak az észt nemzetbe.

## A megye közigazgatása
A megye 2 városból és 13 községből (vald) áll.

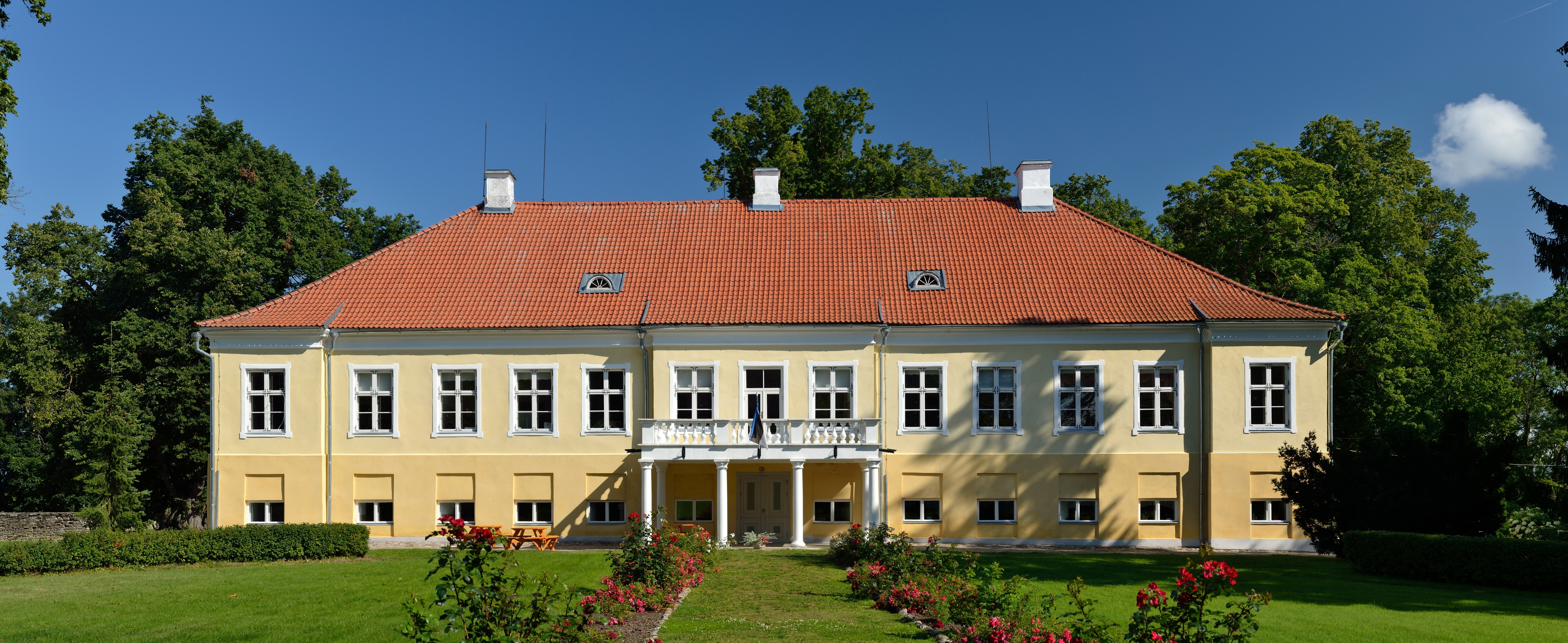
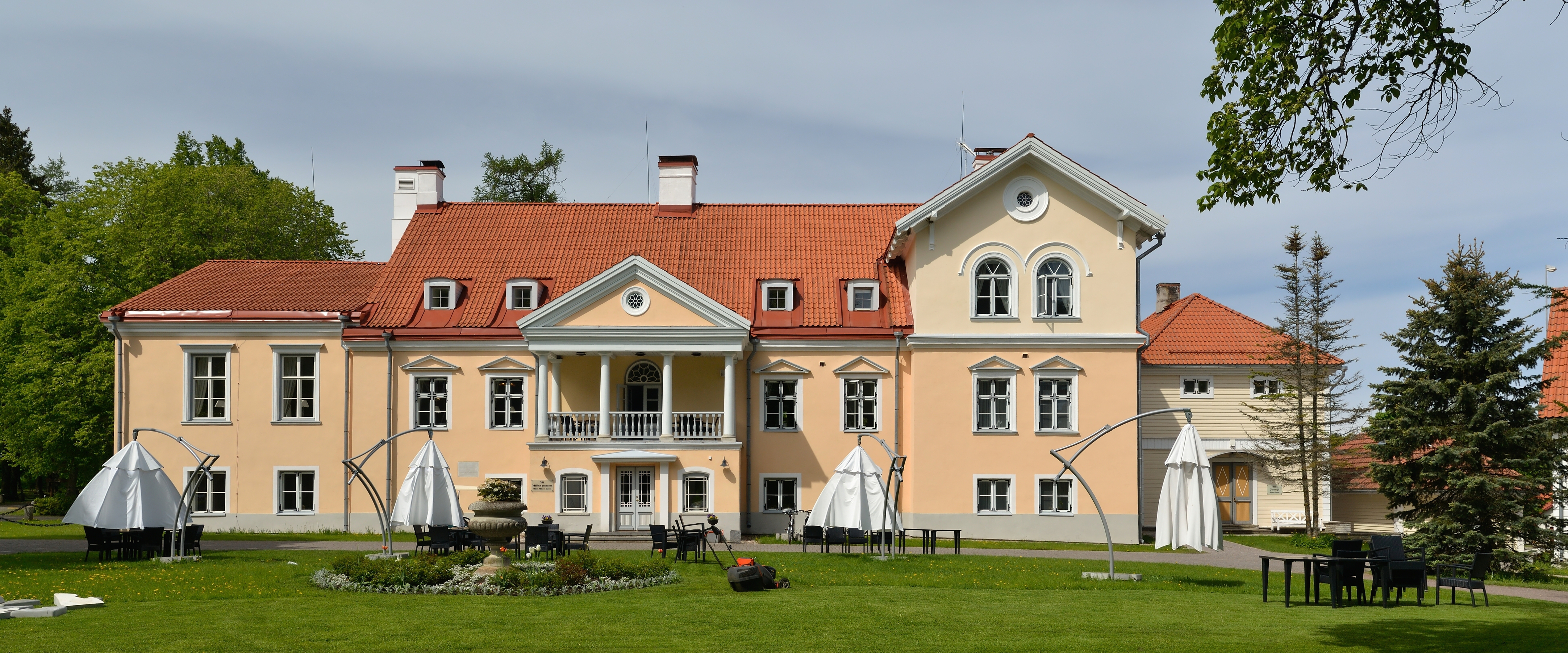
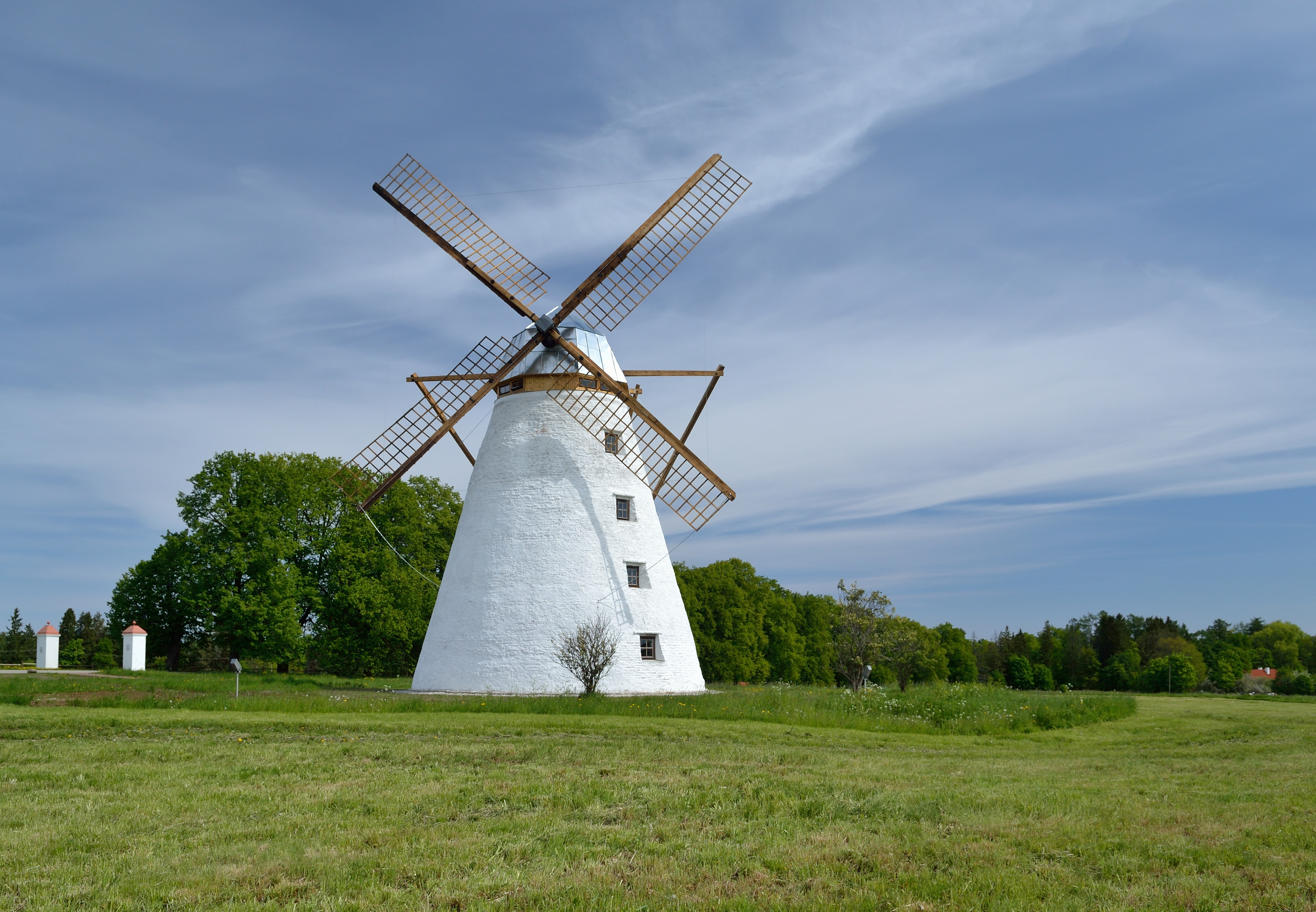
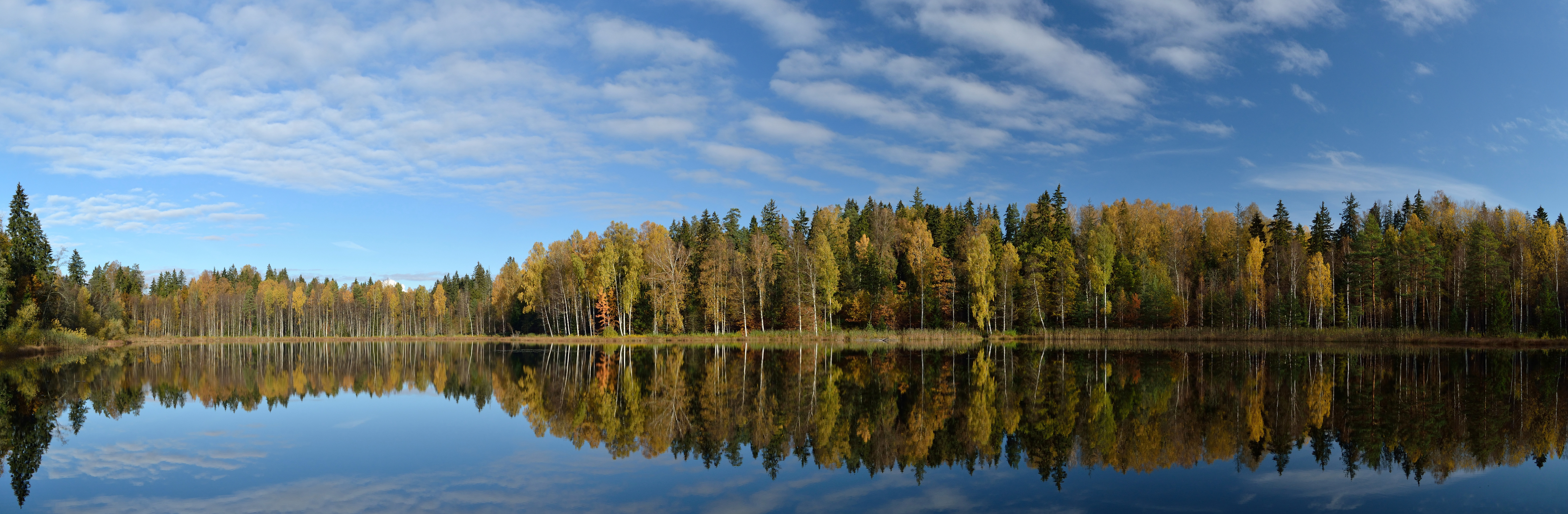

Városok:
- Kunda
- Rakvere

Községek:
- Haljala
- Kadrina
- Laekvere
- Rakke
- Rakvere
- Rägavere
- Sõmeru
- Tamsalu
- Tapa
- Vihula
- Vinni
- Viru-Nigula
- Väike-Maarja

## Külső hivatkozások
- Lääne-Virumaa – Hivatalos weboldal